# 莱永河畔圣乔治
莱永河畔圣乔治（法語：Saint-Georges-sur-Layon，法語發音：[sɛ̃ ʒɔʁʒ syʁ lɛjɔ̃] ⓘ）是法国曼恩-卢瓦尔省的一个旧市镇，属于索米尔区。2016年12月30日，莱永河畔圣乔治和相邻的7个市镇合并为新市镇安茹地区杜埃（Doué-en-Anjou）。

## 地理
莱永河畔圣乔治（47°11'51"N, 0°22'6"W）面积22.5 平方千米，位于法国卢瓦尔河地区大区曼恩-卢瓦尔省，该省份为法国西部内陆省份，大致对应安茹地区，北起顺时针与马耶讷省、萨尔特省、安德尔-卢瓦尔省、维埃纳省、德塞夫勒省、旺代省、大西洋卢瓦尔省和伊勒-维莱讷省接壤。
与莱永河畔圣乔治接壤的市镇（或旧市镇、城区）包括：布里涅、莱永河畔孔库尔松、杜埃拉方丹、拉福斯德蒂涅、卢雷斯-罗什默尼耶、马蒂涅布里扬、莱永河畔尼埃伊、唐夸涅、蒂涅。

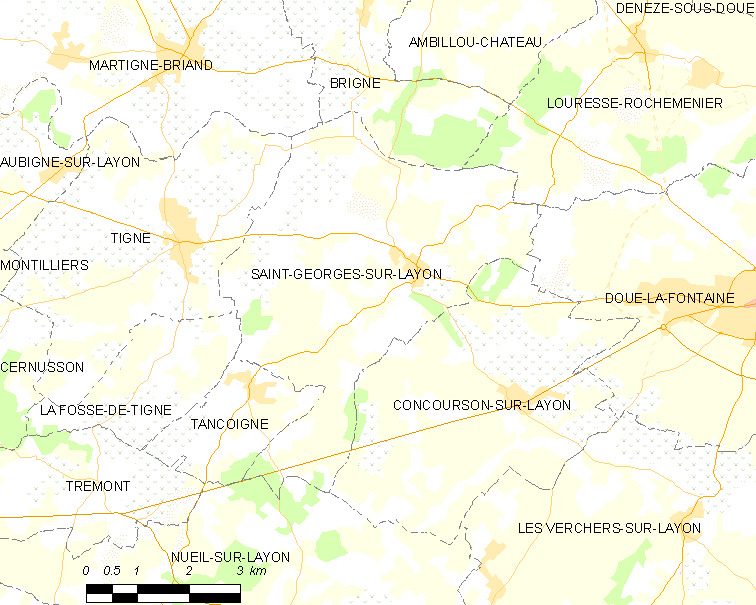
莱永河畔圣乔治的OSM定位图

莱永河畔圣乔治的时区为UTC+01:00、UTC+02:00（夏令时）。

## 行政
莱永河畔圣乔治的邮政编码为49700，INSEE市镇编码为49282。

## 政治
莱永河畔圣乔治所属的省级选区为安茹地区杜埃县。

## 人口

1962-2008年间莱永河畔圣乔治人口变化图示

莱永河畔圣乔治于2018年1月1日时的人口数量为759人。